# Rörelsen mot illegal invandring
Rörelsen mot illegal invandring (ryska: Движение против нелегальной иммиграции, förkortat ДПНИ; translitteration: Dvizhenije protiv nelegalnoj immigratsii, förkortat DPNI) var en nationalistisk, främlingsfientlig, rasistisk och nynazistisk organisation som var aktiv i Ryssland mellan juli 2002 och april 2011, då rörelsen förbjöds och klassades som en extremistisk organisation.
Ledaren för DPNI var Alexander Belov.

## Organisationen
Rörelsen mot illegal invandring grundades i juli 2002, då det pågick sammandrabbningar mellan ryssar och armenier i staden Krasnoarmejsk i Saratov oblast.
Personer som har haft kopplingar till DPNI har varit inblandade i attacker mot bland annat invandrare, sexuella minoriteter och antifascister.

### Nyckelpersoner
Från DPNI:s grundande tills maj 2008 var Vladimir Basmanov samordnare för rörelsen. I juli samma år valdes Alexander Belov (se bild nedan) till ledare och 2010 blev Vladimir Ermolaev ordförande för DPNI:s nationella råd.

## Aktiviteter
DPNI var en av arrangörerna av den Ryska marschen, vilket är årliga demontrationer och möten med deltagande av olika ryska nationalistiska organisationer.
Efter ett upplopp i Kondopoga, där två lokalinvånare mördades av tjetjener, åkte DPNI-representanter dit för att delta i en demonstration. Efter demonstrationen, natten mellan den 2 och 3 september 2006, registrerade den lokala polisen 11 mordbrandsförsök.

## Symbol och flagga
DPNI:s symbol föreställer ett lutat solkors.
Flaggans färger är svart, gul och vit, som föreställer Kejsardömet Rysslands flagga (1858–1883), fast färgerna uppochner. Färgerna på Rysslands nuvarande flagga (röd, blå och vit) har också använts.

## Bilder

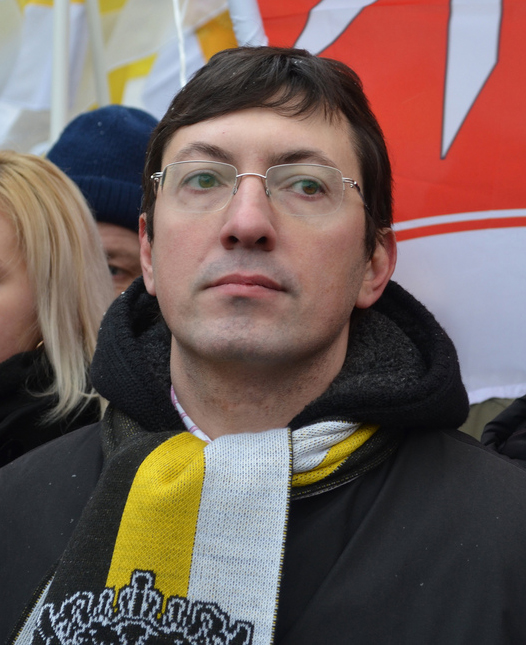
DPNI:s ledare, Alexander Belov.